# Emilia Pardo Bazán
Emilia Pardo Bazán, condessa de Pardo Bazán, (Corunha, 16 de setembro de 1851 — Madrid, 12 de maio de 1921) foi uma nobre e aristocrata, romancista, jornalista, ensaísta, crítica literária, poetisa, tradutora, dramaturga, editora, catedrática e conferencista galega espanhola, introdutora do naturalismo em Espanha. Foi também uma das principais precursoras do feminismo e da luta pelos direitos das mulheres durante o século XIX e inícios do século XX, falando publicamente sobre a necessidade de reivindicar o direito e livre acesso à instrução e educação das mulheres para a obtenção de uma sociedade igualitária. Entre a sua vasta obra literária, é mais reconhecida pelo romance "Los pazos de Ulloa" de 1886 e o ensaio literário "La cuestión palpitante" de 1883.

## Biografia
Nascida a 16 de setembro de 1851 na Corunha, cidade que sempre apareceu nos seus romances sob o nome de "Marineda", Emilia Antonia Socorro Josefa Amalia Vicenta Eufemia Pardo Bazán y de la Rúa-Figueroa era a única filha de José Pardo Bazán y Mosquera Rivera, advogado, político liberal e conde de Pardo-Bazán, e Amalia Rúa-Figueroa y Somoza, herdeira das casas fidalgas de Zanfoga, em Vilasantar, e Tamou, em Présaras, sendo ambos descendentes de famílias galegas da alta aristocracia espanhola e do marechal e conde Pardo de Cela (1425-1483).
Apesar das fortes raízes católicas e nobres da sua família, o seu pai era um conhecido orador do pensamento livre e activista pelos direitos das mulheres em Espanha durante os primeiros anos do século XIX, proporcionando à sua filha, desde pequena idade, a melhor educação que lhe era possível, fomentando essencialmente o seu amor pela literatura. Como tal, vivendo alternadamente entre a Galiza e Madrid, durante a sua juventude, Emilia foi instruída em casa, com tutores privados, e num colégio francês na capital espanhola, sendo introduzida às obras literárias de La Fontaine e Jean Racine, assim como a várias obras clássicas, como a "Ilíada" de Homero, e a obras icónicas da literatura espanhola, como "Dom Quixote" de Miguel de Cervantes. Com nove anos compôs os seus primeiros versos, aos treze escreveu a sua primeira novela, "Aficiones peligrosas", e aos quinze o seu primeiro conto, intitulado "Un matrimonio del siglo XIX". Pouco depois, viajou para França, onde foi fortemente influenciada pela obra do autor francês Victor Hugo. Rejeitando seguir as modas e as ideias preconcebidas sobre o papel da mulher na sociedade, que limitavam a sua aprendizagem e liberdade de escolha, para além da literatura, Emilia optou por estudar História, Filosofia e vários idiomas como o francês, inglês e alemão, terminando os seus estudos sem poder ingressar na universidade tal como desejava, por à época não ser autorizado o ingresso do sexo feminino no ensino superior.

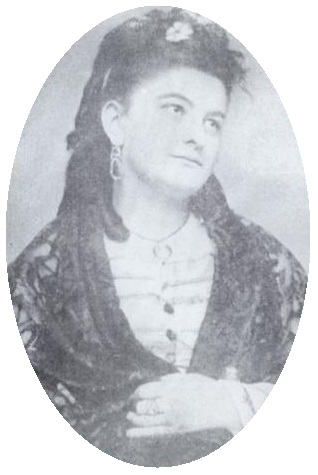
Retrato de Emilia Pardo Bazán em idade jovem

Com dezasseis anos casou-se com José Quiroga Pérez de Deza, então com dezanove anos, estudante de direito e de famílias galegas e aristocratas, passando o jovem casal a viver na casa da família Pardo-Bazán, na Rua das Tavernas, nº 11, na Cidade Velha da Corunha, até 1869, quando se mudaram temporariamente para Madrid, após os eventos da Revolução de 1868. Poucos meses depois, Emilia, o seu marido, pai e mãe, partiram para França e Itália, começando a sua carreira jornalística ao publicar várias crónicas para o diário El Imparcial.
Oito anos após se casar, Emilia e José tiveram o seu primeiro filho, Jaime (1876), seguindo-se Blanca (1879) e Carmen (1881). Durante esse período, a escritora começou a trabalhar mais afincadamente, publicando várias obras como "Estudio crítico de las obras del padre Feijoo", um ensaio sobre o intelectual galego do século XVIII, pelo qual recebeu um prémio ao competir ao lado da escritora Concepción Arenal, "Jaime", um livro de poemas dedicado ao seu primeiro filho, ou o romance "Pascual López, autobiografía de un estudiante de medicina", entre outros, colaborando ao mesmo tempo com vários periódicos e revistas como La Ciencia Cristiana ou Revista de España, para além de ter fundado a Revista de Galicia (1880) e a sociedade El Folk-Lore Gallego, tornando-se na sua primeira presidente em 1881.

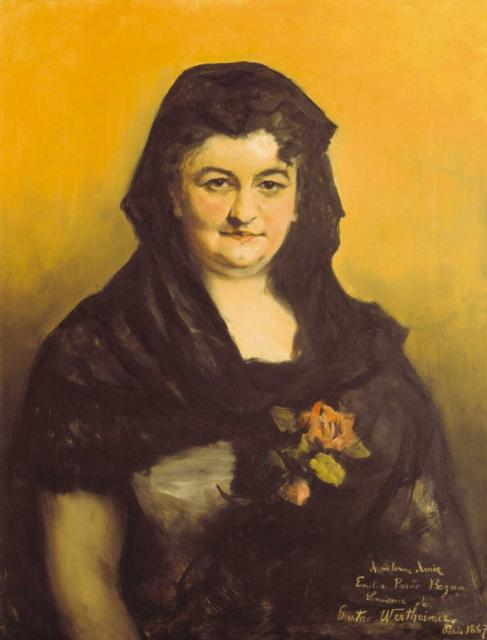
Pintura a óleo de Emilia Pardo Bazan realizada por Gustav Wertheimer (1887)

Admiradora do naturalismo francês e do realismo espanhol, durante os primeiros anos da década de 80 do século XIX, a escritora começou a colaborar com a revista La Época, publicando uma série de artigos sobre Émile Zola e os seus trabalhos, nomeadamente no género da novela experimental, reunidos posteriormente na compilação "La cuestión palpitante" (1883), sendo desde então considerada como uma das principais impulsionadoras do naturalismo em Espanha. Na sua obra, prologada pelo escritor Clarín, a escritora defendia uma adaptação do movimento realista "à espanhola", tal como os seus contemporâneos Galdós e Pereda, ganhando atenção mediática em todo o país, não tanto pelas questões de estilo literário que abordava mas pelo facto de uma mulher casada falar a favor da literatura francesa, considerada por muitos como de teor ateu e até pornográfico. Pela publicação dos seus escritos recebeu inúmeros ataques e até ameaças de altas figuras da sociedade espanhola, sendo todos apoiantes da igreja católica e seguidores de políticas conservadoras, tais como foi o caso de Marcelino Menéndez Pelayo. Horrorizado pelas cartas e ataques na imprensa e temendo pela reputação e vida da sua esposa, José Quiroga Pérez de Deza pediu a Emilia que deixasse de escrever, contudo esta negou o seu pedido e decidiu viajar sozinha para Itália. Pouco depois, a relação entre Emilia e José deteriorou-se, sendo apontada como principal causa da sua separação, em 1883, o desagrado que o seu marido sentia gerado pelo sucesso profissional e atenção mediática que Emilia Pardo Bazán recebia. Após regressar a Espanha, não sendo possível pedir o divórcio, Emilia deixou de viver com o seu marido, mudando-se para Madrid, passando o casal a viver separado. Nos meses seguintes, a escritora que já havia travado amizade por correspondência com o romancista Benito Pérez Galdós, desde 1881, viveu posteriormente uma relação romântica, que durou mais de vinte anos, com o escritor, tendo no entanto sido relatados curtos casos de infidelidade entre a Emilia e o escritor Narcís Oller ou ainda o empresário e editor José Lázaro Galdiano, considerados erros, «frutos de circunstâncias imprevistas», pela própria, anos mais tarde.

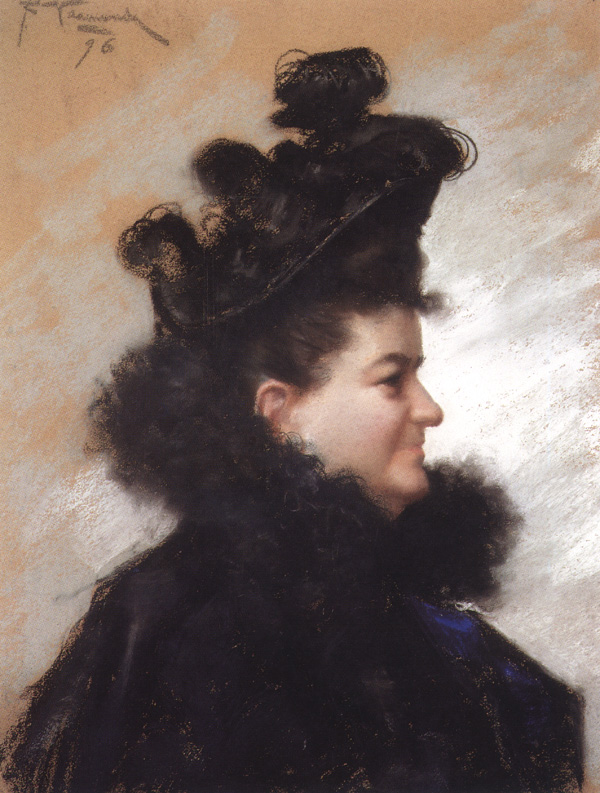
Retrato a pastel de Emilia Pardo Bazan realizado por Joaquín Vaamonde Cornide (1896), Museu de Bellas Artes da Corunha

Reconhecida pelo seu espírito livre e rebelde, o escândalo da sua vida amorosa impulsionou ainda mais a venda dos seus livros, publicando ainda em 1883 a obra "La Tribuna" e em 1885 a novela "La dama joven". Considerada a primeira novela de carácter social e naturalista de Espanha, a obra "La Tribuna" abordou também pela primeira vez várias questões sociais e laborais do proletariado sob o ponto de vista de uma protagonista feminina, tornando-se ao mesmo tempo numa das primeiras obras protofeministas no seu país por apontar as desigualdades existentes entre os géneros na sociedade de então, ao narrar as lutas de uma jovem mulher trabalhadora que encabeçava o movimento das grevistas de uma fábrica de cigarreiras, enquanto "La dama joven", reflectia uma nova fase do seu trabalho, onde se afastava do estilo de Émile Zola, retratando a história e o diferente percurso de vida de duas irmãs bastante distintas, abordando também assuntos quase tabus como as crises matrimoniais e a violência doméstica.
Procurando novas influências, em 1885, Emilia fixou residência em Paris, onde publicou "El cisne de Vilamorta" e "Los pazos de Ulloa" em 1886, tornando-se a última na sua obra mais famosa. Consagrando-a como uma das maiores escritoras da literatura espanhola, em "Los pazos de Ulloa", Emilia descreveu a decadência da oligarquia dos proprietários de terras, da nobreza arruinada espanhola que tentava manter as aparências e do mundo rural galego, esquecido e abandonado pelos seus senhores. Um ano mais tarde, regressou a Espanha e publicou a sua sequela "La madre naturaleza", onde continuou a temática ao retratar o contraste entre as normas da sociedade e da natureza assim como as hipocrisias e abusos da aristocracia espanhola, sob a forma de um romance incestuoso entre dois jovens, Manuela, filha de um marquês, e Perucho, filho bastardo deste, que não sabem ser irmãos.
Em 1888, viajou novamente a Veneza, Itália, onde visitou o pretendente ao trono de Espanha, Carlos de Borbón e Austria-Este, publicando vários artigos após o encontro, onde explicou como essa viagem moldou o seu pensamento e a sua decisão em deixar de apoiar o movimento carlista. De regresso a Espanha, a escritora publicou "Insolación", obra que voltou a gerar alguma polémica pela descrição da vida sexual da heroína, sendo defendido pela escritora a necessidade de lutar pela igualdade entre homens e mulheres, nomeadamente na forma como a sexualidade era referida e classificada por um padrão duplo consoante o seu género e papel social.

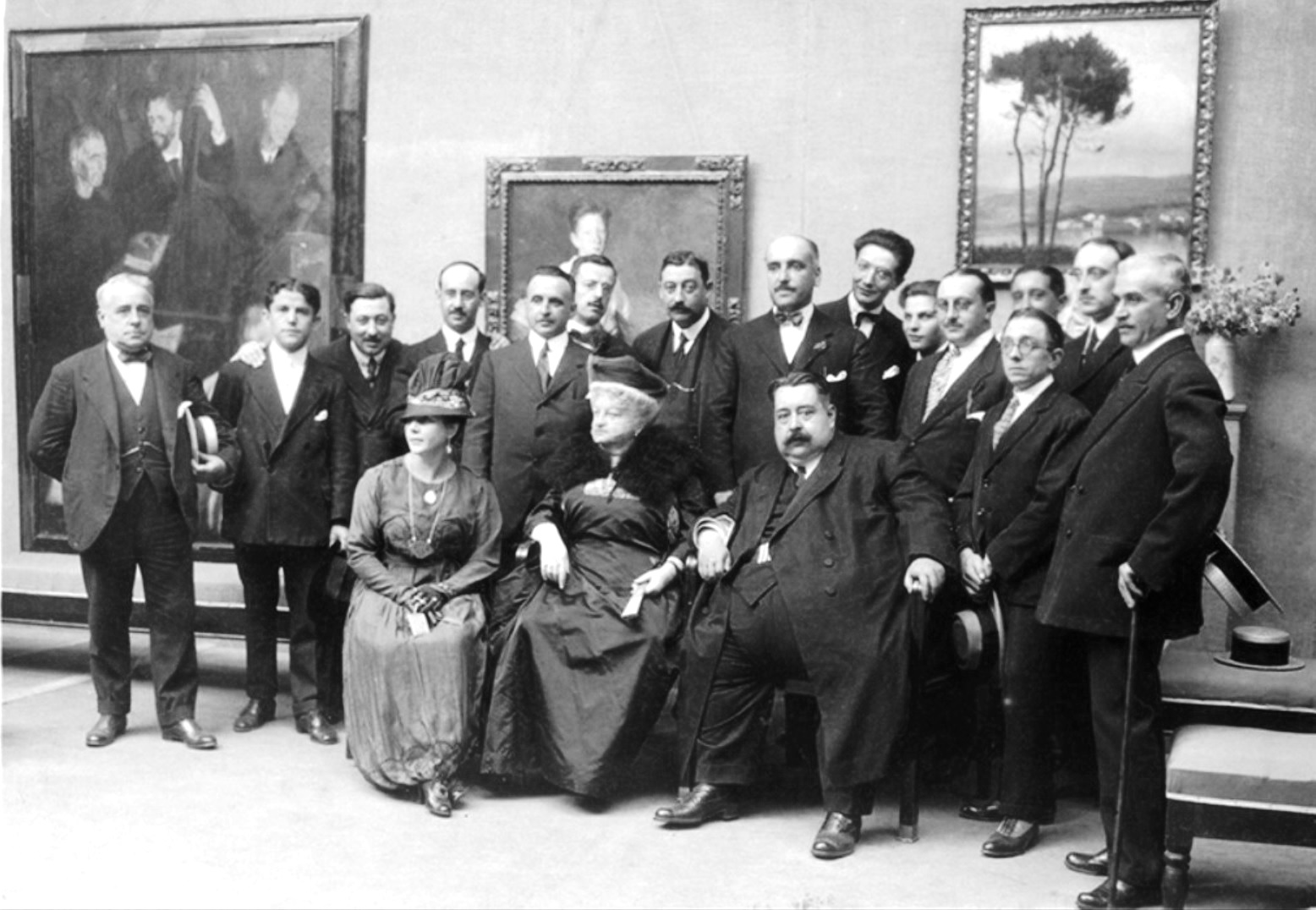
Exposição Regional de Arte Galega realizada na Corunha (1917). Figura ao centro a condessa Emilia Pardo Bazán acompanhada pelo alcaide Manuel María Puga Parga e os artistas galegos Fernando Álvarez de Sotomayor, Antonio Palacios, Francisco Lloréns, Alfonso Rodríguez Castelao, Carlos Sobrino Buhigas, Manuel Abelenda Zapata, Salvador de Madariaga, José Seijo Rubio, Rafael González Villar, Alfredo Tella e outros.

Apesar do seu fervoroso activismo protofeminista e espírito revolucionário, Emilia também demonstrava possuir uma forte matriz ideológica católica, sendo seguidora das ideologias do político conservador Alejandro Pidal y Mon e crente das teorias raciais aplicadas aos estudos de criminologia de Cesare Lombroso. Como tal, em 1899, ao relatar o caso Dreyfus nos seus artigos publicados na revista La Ilustración Artística, a escritora partilhou ideias anti-semitas, apoiadas pela maioria da classe política de então em Espanha, que no entanto denegriram a sua imagem junto da comunidade sefardita e askenazí a viver no país, justificando o processo como algo natural de ocorrer devido às suas «características judias».
Nas seguintes décadas, a escritora publicou vários romances, novelas, pequenos contos, ensaios literários, livros de viagens, artigos e crónicas, afastando-se do naturalismo inicial das suas obras e explorando novos caminhos literários e filosóficos como o idealismo, o cosmopolitismo e o simbolismo, para além de ter fundado, após a morte do seu pai em 1890, a revista de pensamento social e político Nuevo Teatro Crítico, intitulada em homenagem a Benito Jerónimo Feijoo, de quem era seguidora, e ainda a revista para o público feminino La Biblioteca de la mujer.
Aventurando-se também no espiritualismo religioso e filosófico, publicou as obras "Una cristiana" (1890), "La prueba" (1890), "La piedra angular" (1891), "La quimera" (1905), "La sirena negra" (1908) e "Dulce dueño" (1911), para além de mais de uma centena de contos, compilados nos livros "Cuentos de la tierra" (1888), "Cuentos escogidos" (1891), "Cuentos de Marineda" (1892) e "Cuentos sacro-profanos" (1899), entre muitos outros, ou ainda o livro sobre gastronomia espanhola "La cocina española antigua" (1913).
Apaixonada pela arte do teatro, também escreveu as peças teatrais "El vestido de boda" (1899), "Verdad" (1906) e "Cuesta abajo" (1906).
Devido à sua popularidade e sucesso profissional, durante o resto da sua vida, por várias ocasiões sofreu intensos ataques na imprensa, gerando grandes e polémicas inimizades com alguns dos mais conhecidos escritores do seu tempo, referindo a própria que: «Se na minha certidão tivessem posto Emilio, em vez de Emilia, que diferente teria sido a minha vida.».
Emilia Pardo Bazán faleceu a 12 de maio de 1921, devido a uma gripe que piorou o seu débil estado de saúde, sofrendo à vários anos de diabetes, na sua casa de Madrid, situada no nº 27 da Calle de la Princesa. Foi sepultada na cripta da Igreja da Conceição de Madrid.

## Protofeminismo e Activismo Social
Reconhecida como uma das primeiras mulheres a defender abertamente e fervorosamente os direitos das mulheres em Espanha, quando ainda não se conhecia o termo feminismo, Emilia Pardo-Bazán foi durante toda a sua vida uma protofeminista, escrevendo em quase todas as suas obras temas considerados tabus, que promoviam a modernização da sociedade espanhola, a importância da educação para o sexo feminino e o acesso para todas as mulheres dos mesmos direitos e oportunidades sociais e laborais que usufruíam os cidadãos do sexo masculino.
Em 1882 participou no Congresso Pedagógico da Institución Libre de Enseñanza, realizado em Madrid, criticando, durante a sua intervenção, a educação que as mulheres e jovens espanholas recebiam, considerando-a uma «redoma» onde eram transmitidos valores de passividade, obediência e submissão aos seus maridos, pais e outras figuras patriarcais que controlavam todo o seu percurso de vida, sem o direito de escolha, reclamando também em outros discursos o direito ao acesso de todos os níveis de educação para as mulheres, independentemente da classe social ou poder económico, podendo dar a estas a escolha e poder de exercer qualquer profissão, obtendo a sua própria independência, felicidade e dignidade.
Dez anos depois, em 1892, a escritora galega fundou a revista para o público feminino La Biblioteca de la mujer.
Apesar de consciente do sexismo existente nos círculos intelectuais, Emilia Pardo Bazán desafiou uma vez mais a norma e propôs o nome da escritora e advogada Concepción Arenal para entrar na Real Academia Espanhola, vendo no entanto a candidatura da sua amiga ser recusada. Anos mais tarde, o mesmo ocorreu com as propostas de Gertrudis Gómez de Avellaneda e de Emilia, que apesar do seu sucesso e reconhecimento, tornando-se em 1906 na primeira mulher a presidir a Secção de Literatura do Ateneu de Madrid, viu a sua candidatura para sócia da Academia ser recusada por três ocasiões, nomeadamente em 1889, 1892 e 1912. Durante uma dessas ocasiões, José María de Pereda declarou que nenhuma mulher poderia ser uma académica, enquanto Juan Valera, que era um conhecido amigo da escritora galega, foi acusado pela própria de não a apoiar na sua causa para entrar na Academia devido à pressão social dos seus colegas.

## Regionalismo e a Língua Galega

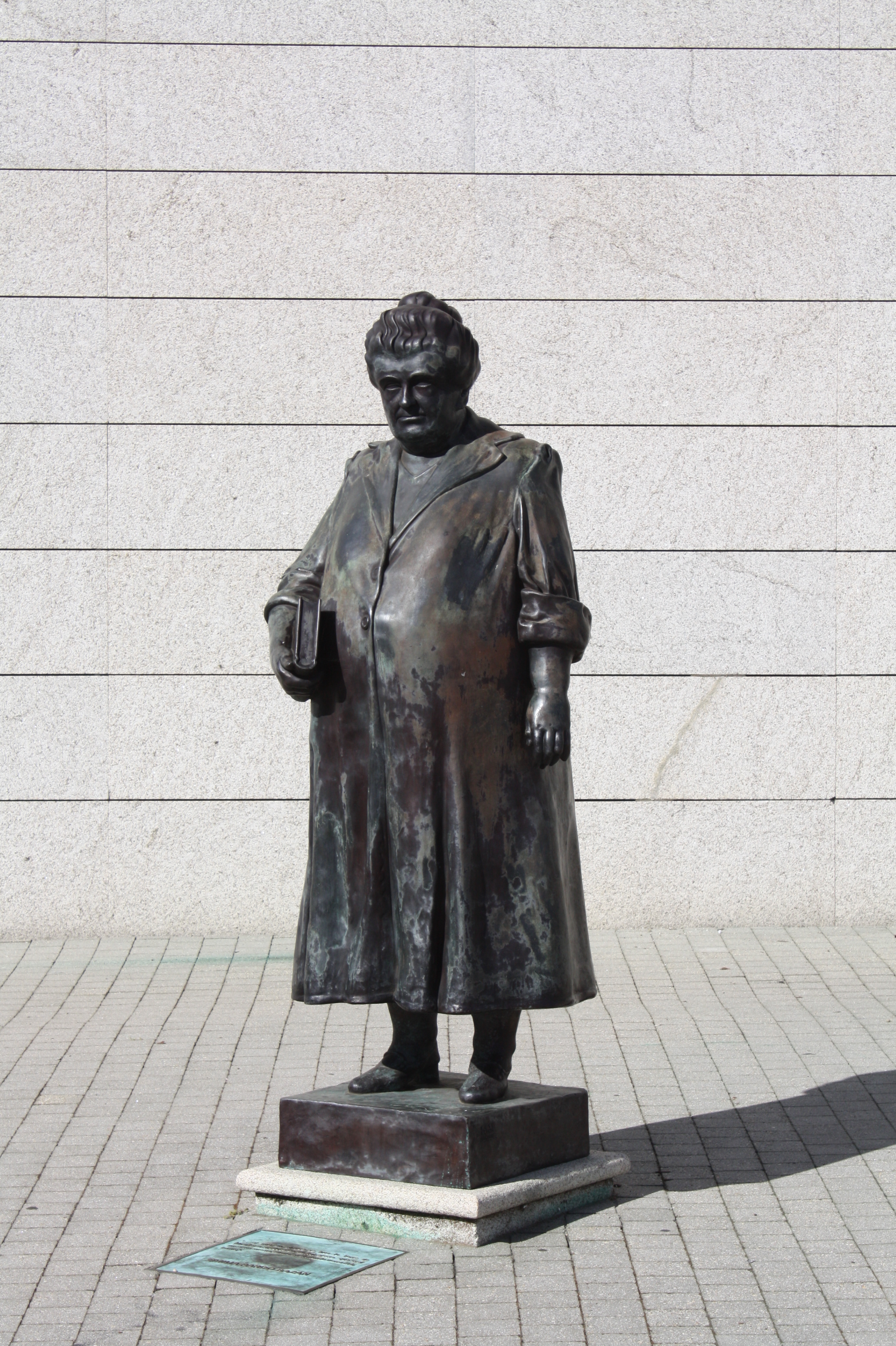
Escultura erigida em homenagem a Emilia Pardo Bazán, em Sanxenxo, Pontevedra, Galiza, Espanha.

Nascida na Galiza, apesar de ter vivido alternadamente entre a Corunha e Madrid e de ter realizado inúmeras viagens a França e Itália, Emilia Pardo Bazán encontrava sempre inspiração nos meses em que se fixava na sua terra natal, escrevendo a maioria das suas obras na casa que outrora pertencera a seus pais. A grande maioria das suas obras ambienta-se nas cidades de Santiago de Compostela, Pontevedra ou "Marineda", nome ao qual dava à cidade da Corunha.
Apesar de publicar todas as suas obras em castelhano, devido à normalização do idioma pelo país e por acreditar que desse modo teria mais público, a escritora considerava o galego uma língua própria, de origem românica, descendente do latim, com raízes idênticas ao português, em vez de um dialecto como muitos o classificavam à época, chegando a discutir sobre o tema nas suas obras e nos círculos intelectuais que frequentava.

### Revista de Galicia
Criada e dirigida por Emilia Pardo Bazán em 1880, a publicação da Revista de Galicia apostou no jornalismo escrito em galego e possibilitou a estreia e participação de vários autores da região, como Alfredo Brañas, Manuel Curros Enríquez, Salvador Golpe, Aureliano J. Pereira, Pérez Ballesteros, Juan Antonio Saco e Ramón Segade Campoamor, cujo trabalho representou os vários estilos do movimento intelectual galego que ambicionava demolir o estereótipo espanhol sobre a cultura popular da região ser menosprezada como de carácter popular e rústico. Devido à proximidade do idioma, a revista também actuou como uma ponte de proximidade com Portugal, fazendo-se referências à literatura portuguesa nos primeiros números da revista e posteriormente num fascículo próprio, a partir do número 12, sob o nome Revista literaria portuguesa, redactada por Lino de Macedo.

### El Folk-Lore Gallego
Com o intuito de «recolher, arquivar e interpretar, se é possível, as preocupações, superstições, crenças, tradições e contos que a evolução da sociedade e a mão niveladora da civilização vai extinguindo e apagando por toda a parte», Emilia Pardo Bazán presidiu a sociedade El Folk-Lore Gallego em 1881, realizando um importante estudo sobre os costumes, mitos e tradições que caracterizavam o espírito e perfil histórico da cultura e do povo galego. Para além das histórias e lendas antigas que foram recolhidas e publicadas, a sociedade estudou afincadamente a cultura tradicional galega, incluindo a música, as cantigas e danças tradicionais, as roupas de ocasião festiva ou fúnebre, ou até outros campos de estudo como a etnografía, a linguística, a mitologia e malha antropológica da região.

### Real Academia Galega
Inspirado pelo conceito da sociedade criada pela escritora galega, no início do século XX, Manuel Murguía surgiu com uma proposta para a criação de uma nova sociedade a nível académico que promovesse a cultura e língua da região da Galiza. Organizada pelo médico e político galego Ramón Pérez Costales e Emilia Pardo Bazán foi então criada a Comisión Xestora para a creación da Academia Galega, sendo criada oficialmente em 1906 a Real Academia Galega.

## Honras e Homenagens

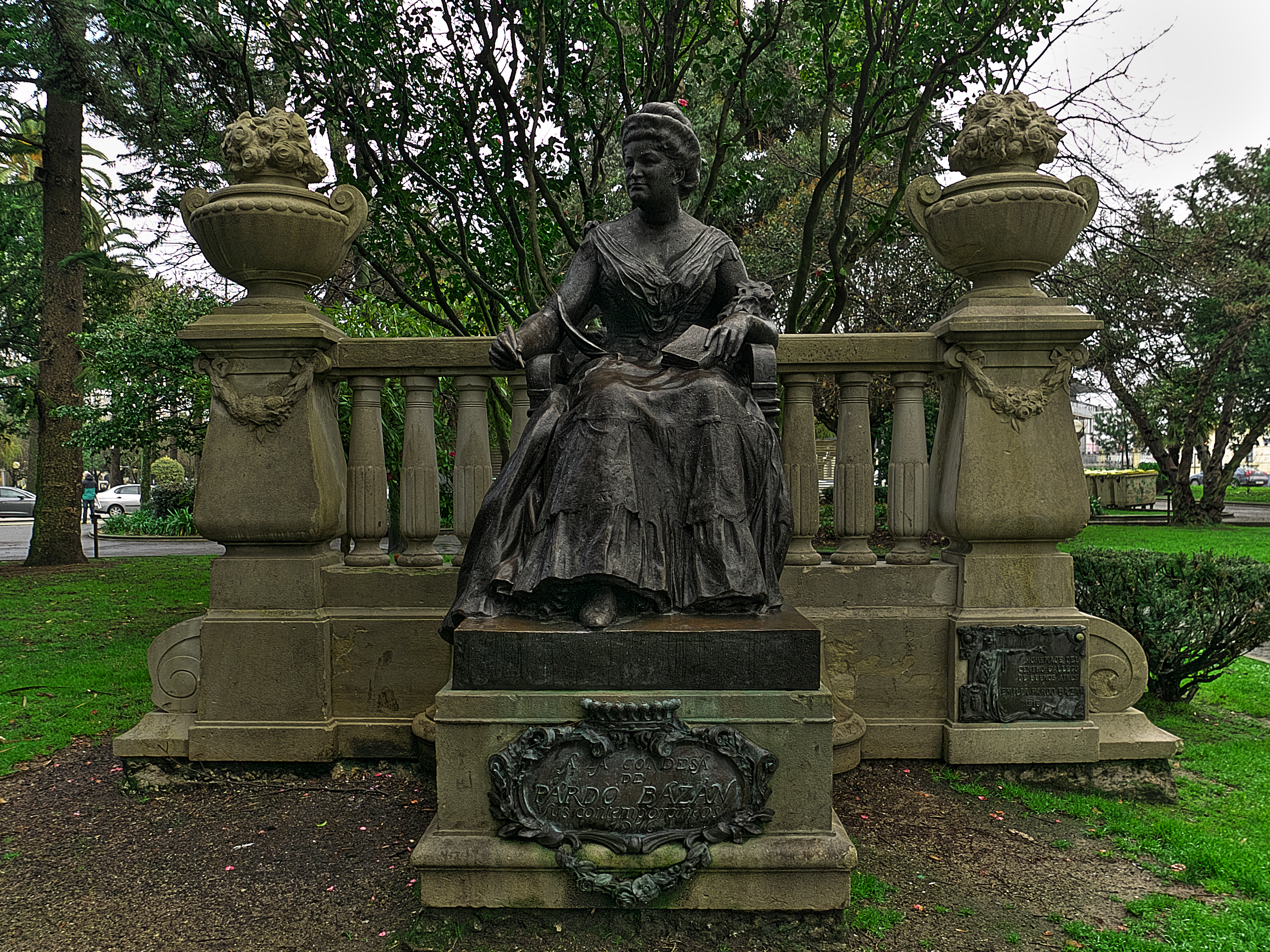
Escultura em bronze de Emilia Pardo Bazán na Corunha, Galiza, Espanha.

Em 1906 foi nomeada Presidente da Secção de Literatura no Ateneu de Madrid.
Em 1908 a escritora começou a utilizar o título de Condessa de Pardo Bazán, sendo-lhe outorgado pelo rei Afonso XIII de Espanha em reconhecimento pelo seu trabalho no mundo literário.
Em 1910, tornou-se conselheira do Ministério da Instrução Pública e Belas Artes de Espanha.
Em 1916 foi nomeada catedrática em Literatura Contemporânea de Línguas Neolatinas na Universidade Central de Madrid por Julio Burell y Cuéllar, ministro do da Instrução Pública e Belas Artes de Espanha.
Foi condecorada em vida com o título de Dama da Ordem das Damas Nobres da Rainha Maria Luisa de Espanha.
Em 1916, o escultor Lorenzo Coullaut Valera realizou a primeira estátua em homenagem a Emilia Pardo Bazán ainda em vida, sendo desvelada a 15 de outubro desse mesmo ano, nos Xardíns de Méndez Núñez, na Corunha, numa cerimónia cívica onde estiveram presentes o alcaide Manuel Casás e o primeiro tenente de alcaide Gerardo Abad Conde. Após vários actos de vandalismo, a estátua original de pedra foi substituída em 2007 por uma réplica em bronze.

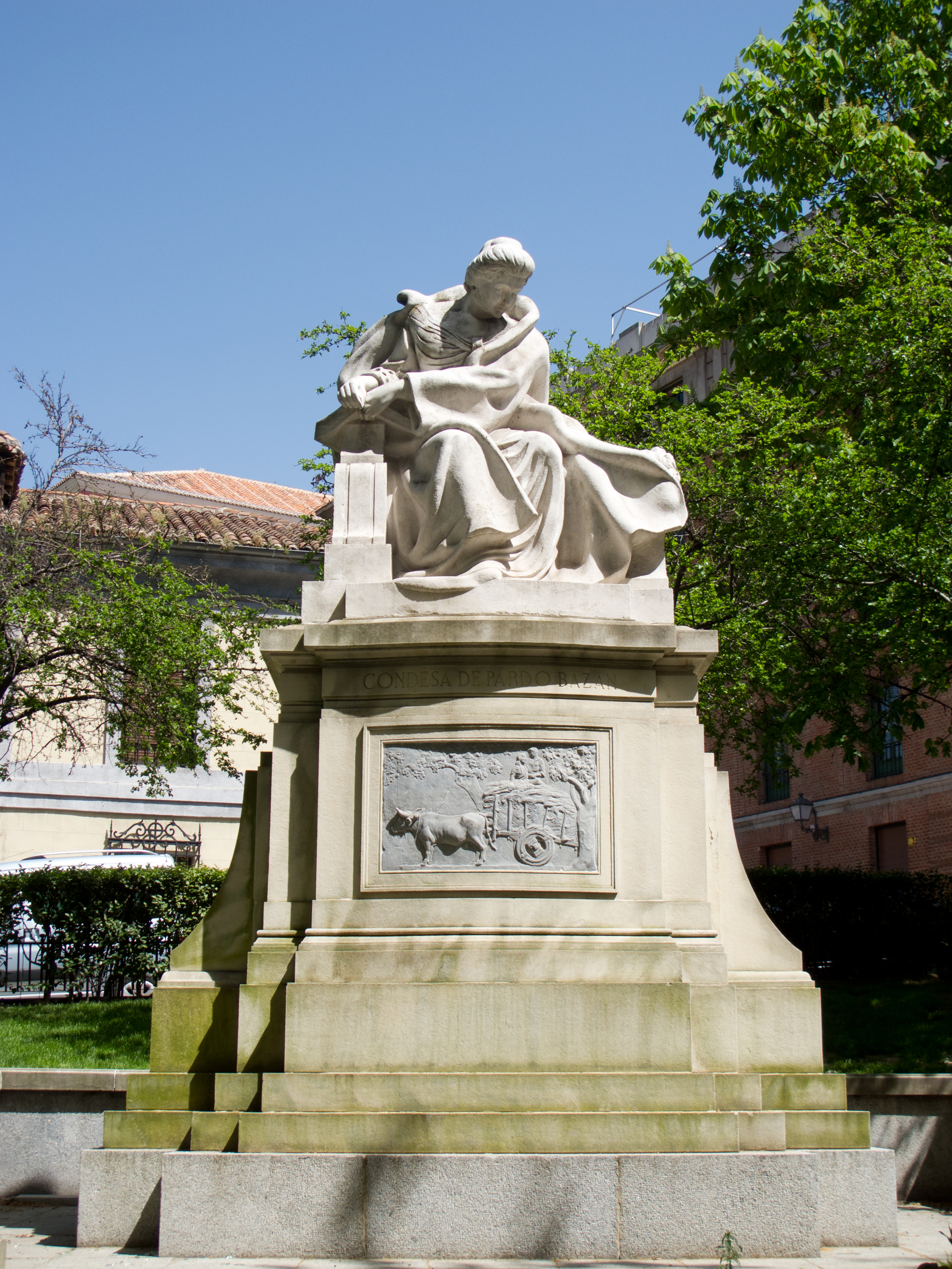
Monumento erigido em homenagem a Emilia Pardo Bazán, realizada pelo escultor Rafael Vela, no Jardines de las Feministas em Madrid, Espanha.

Postumamente, a escritora recebeu várias homenagens, sendo o seu nome atribuído à toponímia de várias localidades espanholas, como Vigo, Sanxenxo, O Carballiño, Ourense, Allariz, Vilagarcia de Arousa, Corunha, Oleiros, Getafe ou San Augustin del Guadalix, várias escolas, nomeadamente em Vigo, Corunha, Madrid, Leganés e Leiro, e até auditórios e outros espaços culturais com especial ênfase na Galiza.
Em 1926 foi erigida, próximo do Palácio de Liria e da Calle de la Princesa em Madrid, a primeira escultura em homenagem póstuma a Emilia Pardo Bazán. Esculpida pelo artista Rafael Vela e com o pedestal realizado por Pedro Muguruza, a iniciativa partiu de Eugenio Rodríguez Ruiz de la Escalera, sendo o projecto financiado por María del Rosario de Silva, Duquesa de Alba. Na cerimónia de inauguração realizada a 24 de junho, estiveram presentes o rei Afonso XIII e a rainha Vitória Eugénia, contando o evento ainda com intervenções do Conde de Romanones, Blanca de Igual y Martínez Dabán e o ministro da Instrução Pública, Eduardo Callejo de la Cuesta. Actualmente o jardim onde se encontra a estátua da escritora foi rebaptizado em 2019 como Jardines de las Feministas.
Em 1964 foi criado o Prémio Nacional de Literatura Emilia Pardo Bazán pelo Ministério de Informação e Turismo, sendo atribuído anualmente aos autores espanhóis com as melhores críticas literárias do ano até à sua cessão em 1973.
Em 1979, foi inaugurada a Casa Museu de Emilia Pardo Bazán, localizada na antiga habitação familiar da condessa e escritora na cidade velha da Corunha, contando a cerimónia de abertura com a presença do rei Juan Carlos I e a rainha Sofia de Espanha. Tanto a casa como o espólio pessoal da escritora galega, estando incluído todo o conteúdo da sua biblioteca, móveis, peças de vestuário, correspondência, retratos e outros objectos, foram doados pelas últimas herdeiras da escritora, a sua filha María de las Nieves Blanca Quiroga y Pardo Bazán e a sua nora Manuela Esteban Collantes y Sandoval, passando a curadoria dos seus pertences para a Real Academia Galega após o seu falecimento em 1970 e 1959 correspondentemente.
Em 2010, o escultor Carlos Salas realizou uma estátua em homenagem à escritora, inaugurada pela alcaidesa Catalina González e o conselheiro da cultura Roberto Varela, em Sanxenxo, lugar onde Emilia Pardo Bazán passava as suas férias com a sua família durante a sua adolescência.

## Cultura Popular

### Cinema
- Emilia Pardo Bazán, a condesa rebelde, filme de 2011, dirigido por Zaza Ceballos, com Susana Dans no papel principal.

### Teatro
- Emilia, considerada a primeira obra da trilogia Mujeres que se atreven, de Noelia Adánez, realizada em 2016.

## Lista de Referências
1. ↑  Bazán, Emilia Pardo; Asensi, Julia de; Samper, Soledad Acosta de; Zafra, Regina Alcaide de; Gorriti, Juana Manuela; Zamudio, Adela; Lyra, Carmen (11 de agosto de 2020). 7 mejores cuentos - Mujeres (em espanhol). [S.l.]: Tacet Books
2. ↑  Plata, Vicenta Marquez de la (12 de novembro de 2018). Damas ilustres en la historia de España (em espanhol). [S.l.]: Casiopea
3. ↑  Acosta, Eva (2007). Emilia Pardo Bazán: la luz en la batalla (em espanhol). [S.l.]: Lumen
4. ↑  Bravo-Villasante, Carmen (1973). Vida y obra de Emilia Pardo Bazán (em espanhol). [S.l.]: E.M.E.S.A.
5. ↑  Uglow, J.; Hendry, M. (8 de março de 2005). The Palgrave Macmillan Dictionary of Women's Biography (em inglês). [S.l.]: Springer
6. ↑  Zárate, Martha (2002). Emilia Pardo Bazán's Articles in La Nación, El Imparcial and La Epoca: A Bibliographic Guide (em inglês). [S.l.]: University Press of America
7. ↑  Hemingway, Maurice (7 de abril de 1983). Emilia Pardo Bazán: The Making of a Novelist (em inglês). [S.l.]: Cambridge University Press
8. ↑  Barroso, Fernando J. (1973). El naturalismo en la Pardo Bazán (em espanhol). [S.l.]: Mayor
9. ↑  Anales Galdosianos (em inglês). [S.l.]: University of Pittsburgh. 1984
10. ↑  Whittaker, Graham (23 de abril de 2020). Insolación: Historia amorosa: by Emilia Pardo Bazán (em inglês). [S.l.]: Oxford University Press
11. ↑  Bazán, Emilia Pardo (1986). La Tribuna (em espanhol). [S.l.]: Library of Alexandria
12. ↑  de), Emilia Pardo Bazán (condesa (1885). La dama joven (em espanhol). [S.l.]: Biblioteca Arte y Letras
13. ↑  de), Emilia Pardo Bazán (condesa (1966). Los pazos de Ulloa (em espanhol). [S.l.]: Alianza Editorial
14. ↑  Bazan, Emilia Condesa De Pardo (27 de agosto de 2016). La Madre Naturaleza (em espanhol). [S.l.]: BiblioBazaar
15. ↑  DuPont, Denise (2018). Whole Faith: The Catholic Ideal of Emilia Pardo Bazan (em inglês). [S.l.]: CUA Press
16. ↑  Bazan, Emilia Pardo (29 de setembro de 2014). Insolacin / Insolation (em espanhol). [S.l.]: CreateSpace Independent Publishing Platform
17. ↑  Tous, Pere Joan i; Nottebaum, Heike (16 de agosto de 2011). El olivo y la espada: Estudios sobre el antisemitismo en España (siglos XVI--XX) (em espanhol). [S.l.]: Walter de Gruyter
18. ↑  Dendle, Brian (1970). The Racial Theories of Emilia Pardo Bazán. [S.l.]: Hispanic Review. pp. 17–31.
19. ↑  La España moderna (em espanhol). [S.l.]: Casa editorial "La España moderna". 1892
20. ↑  de), Emilia Pardo Bazán (condesa (1890). Una cristiana (em espanhol). [S.l.]: Librería de Pueyo
21. ↑  de), Emilia Pardo Bazán (condesa (1890). La prueba: (segunda parte de Una cristiana) (em espanhol). [S.l.]: La España editorial
22. ↑  de), Emilia Pardo Bazán (condesa (1963). La sirena negra (em espanhol). [S.l.]: Espasa-Calpe
23. ↑  Bazán, Emilia Pardo (1911). Dulce Dueño (em espanhol). [S.l.]: Renacimiento
24. ↑  de), Emilia Pardo Bazán (condesa (1886). Cuentos sacro-profanos (em espanhol). [S.l.]: Administración
25. ↑  de), Emilia Pardo Bazán (Condesa (2012). La cocina española antigua (em espanhol). [S.l.]: Editorial MAXTOR
26. ↑  Farlow, Charlotte Elayne (1977). Emilia Pardo Bazán and the Theater (em inglês). [S.l.]: University of Wisconsin
27. ↑  «Las Casas Donde Murieron Nuestros Ingenios». ABC Madrid. 1942
28. ↑  Nash, Mary (2002). Seneca Falls: un siglo y medio del Movimiento Internacional de Mujeres y la lucha por el sufragio femenino en España (em espanhol). [S.l.]: Consejería de Educación y Cultura
29. ↑  Martin, Elvira; Martín, Elvira (1962). Tres mujeres gallegas del siglo XIX: Concepción Arenal, Rosalía de Castro, Emilia Pardo Bazán (em espanhol). [S.l.]: Editorial Aedos
30. ↑  López, Ana María Freire (1999). La Revista de Galicia de Emilia Pardo Bazán (1880) (em espanhol). [S.l.]: Fundación Pedro Barrié de la Maza, Conde de Fenosa
31. ↑  Bazán, Emilia Pardo (1884). Folk-lore gallego. Miscelánea (em espanhol). [S.l.]: Guichot
32. ↑  Ateneo (Madrid, 1906-1912). (em espanhol). [S.l.: s.n.] 1906
33. ↑  Salcedo, Juan Miguel Soler (24 de abril de 2020). Nobleza Española. Grandezas Inmemoriales 2ª edición (em espanhol). [S.l.]: Vision Libros
34. ↑  Lopez, Ana Maria Freire; López, Ana María Freire; Fenosa.", Fundación "Pedro Barrié de la Maza, Conde de (2003). Estudios sobre la obra de Emilia Pardo Bazán: actas de las jornadas conmemorativas de los 150 años de su nacimiento organizadas por la Fundación Pedro Barrié de la Maza (em espanhol). [S.l.]: Fundación Pedro Barrié de la Maza
35. ↑  «Premio Nacional de Literatura "Emilia Pardo Bazán" [Crítica Literaria] (1964-1973)». Cultura y Deporte | Portal del Gobierno (em espanhol)
36. ↑  Conde, María (12 de agosto de 2010). «Emilia Pardo Bazán, primera veraneante ilustre de Sanxenxo». La Voz de Galicia (em espanhol)